# イーシャー・デーオール
イーシャー・デーオール（ईशा देओल、Esha Deol、1981年11月2日 - ）は、インドの俳優。